# Ju
 Ovo je glavno značenje pojma Ju. Za druga značenja pogledajte Ju (narod).
Ju (stsl. ju) je naziv za slovo glagoljice i stare ćirilice. 
Koristilo se za zapis glasovnog skupa /ju/. Posebno slovo za tu namjenu postoji i danas u, primjerice, ruskoj ćirilici (Ю).
Slovo nije imalo brojevnu vrijednost.
Standard Unicode i HTML ovako predstavljaju slovo ju u glagoljici:
|                 | Unikod | Unikod                             | HTML     | HTML | izgled ovisi o pregledniku | poveznice (engl.)                |
| k. točka        | naziv  | kod                                | entitet  |      | izgled ovisi o pregledniku | poveznice (engl.)                |
| --------------- | ------ | ---------------------------------- | -------- | ---- | -------------------------- | -------------------------------- |
| veliko slovo ju | U+2C23 | GLAGOLITIC CAPITAL LETTER SMALL YU | &#x2C23; | nema | Ⱓ                          | detaljni podaci test preglednika |
| malo slovo ju   | U+2C53 | GLAGOLITIC SMALL LETTER SMALL YU   | &#x2C53; | nema | ⱓ                          | detaljni podaci test preglednika |

## Vanjske poveznice
- Definicija glagoljice u standardu Unicode (PDF) (eng.)
- Stranica R. M. Cleminsona, s koje se može instalirati font Dilyana koji sadrži glagoljicu po standardu Unicode (eng.)